# Eberhard Tacke
Eberhard Tacke (* 6. Januar 1910 in Fürstenberg (Weser); † 23. Dezember 1977 in Göttingen) war ein deutscher Historiker, Geograph, Papier- und Glasgeschichtsforscher.

## Leben
Eberhard Tacke wurde 1910 als Sohn eines Lehrers in Fürstenberg im Weserbergland geboren. Er absolvierte das König-Wilhelm-Gymnasium in Höxter und studierte von 1929 bis 1934 Geographie, Geschichte und Germanistik in Berlin, Frankfurt und Göttingen. Er wurde 1935 in Göttingen mit einer Arbeit über die Landschaftsentwicklung im Solling promoviert und bestand 1937 das Lehramtsexamen. Er nahm als Soldat am Zweiten Weltkrieg teil, wurde 1944 schwer verwundet und geriet bis 1946 in Kriegsgefangenschaft. Anschließend setzte er seine 1937 begonnene Arbeit am heutigen Niedersächsischen Institut für Landeskunde und Landesentwicklung an der Universität Göttingen bis zu seiner Pensionierung 1975 fort. Dort war er als Referent für Industrie- und Wirtschaftsgeschichte und von 1953 bis 1974 als Schriftleiter der Zeitschrift Neues Archiv für Niedersachsen tätig.
Tacke war seit 1939 forschendes Mitglied der Wirtschaftswissenschaftlichen Gesellschaft zum Studium Niedersachsens e. V., 1955 wurde er zum Mitglied der Historischen Kommission für Niedersachsen gewählt. Er zählt zu den bedeutendsten Forschern der Papier- und Glasgeschichte. Er publizierte mehr als 300 Arbeiten zur niedersächsischen Industrie- und Wirtschaftsgeschichte. Seine Ehefrau, die Papierforscherin Irmgard Tacke, hatte großen Anteil an seiner publizistischen Wirksamkeit. Eberhard Tacke starb im Dezember 1977 in Göttingen. 

## Nachlass
Sein papiergeschichtlicher Nachlass einschließlich der von seiner Ehefrau erarbeiteten mehr als 20.000 Wasserzeichenpausen befindet sich im Niedersächsischen Landesarchiv in Wolfenbüttel.
- Niedersächsischen Landesarchiv, Abt. Wolfenbüttel, NLA WO 283 N, Teilnachlass des Geografen Dr. Eberhard Tacke[4]
- Niedersächsische Institut für Landeskunde und Landesentwicklung an der Universität Göttingen:
  - Unterlagen über Raseneisenstein, Leineleggen, Zuckerfabriken, Salinen und Glashütten
  - großmaßstäblichen Kartenvorlagen betr. die Lage der Papiermühlen

## Schriften (Auswahl in chronologischer Reihenfolge)
Tackes rund 150 Publikationen in der Zeitschrift Neues Archiv für Niedersachsen sind im Autoren-Verzeichnis der Wissenschaftlichen Gesellschaft zum Studium Niedersachsens e. V. enthalten. Zu seinen bedeutendsten papierhistorischen Publikationen gehören die beiden 1965 und 1966 in den Schaumburger Studien erschienenen Arbeiten Die Schaumburger Papiermühlen und ihre Wasserzeichen im Rahmen der nordwestdeutschen Papiergeschichte.
- Die Entwicklung der Landschaft im Solling: Ein Beitrag zur Wirtschaftsgeschichte und zur Geschichte der Siedlungsplanung in Niedersachsen, Dissertation 1935, publiziert 1943.
- Notizen zur Geschichte der Glasindustrie im Solling. In: Neues Archiv für Niedersachsen. 1953, S. 264–269.
- Zur Entstehungs- und Frühgeschichte der Papiermühle Oker. In: Braunschweigische Heimat. 46 (2), 1960, S. 44–50.
- Die Planung und Einrichtung des Bauerndorfes Glesse bei Ottenstein (1753–1773). In: Neues Archiv für Niedersachsen. 10 (15), 1962, S. 295–319.
- Ehemalige herzoglich-braunschweigische Porzellanmanufaktur Fürstenberg. In: Neues Archiv für Niedersachsen. 11 (16), 1963, S. 253–254.
- Die Schaumburger Papiermühlen und ihre Wasserzeichen im Rahmen der nordwestdeutschen Papiergeschichte. 1965 und 1966.
- Eine bisher unbekannte Papiermühle des frühen 17. Jahrhunderts bei Salzdahlum (Kreis Wolfenbüttel). In: Papiergeschichte. 18 (3/4), 1968, S. 52.
- Der erste Papiermacher in Volkmarshausen bei Hannoversch-Münden. In: International Association of Paper Historians: IPH Information 2 (4), 1968, S. 63.
- Aus den Anfängen der Rübenzuckererzeugung in Braunschweig. In: Neues Archiv für Niedersachsen. 18, 1969, S. 63–68.
- (gemeinsam mit Irmgard Tacke): Die Entstehung der „Fürstlich Braunschweigischen Glas- und Spiegel-Fabriken“ im Solling, Ith und Hils. Zur staatlichen Industrieplanung und -ansiedlung im braunschweigischen Weserbergland um 1750. In: Neues Archiv für Niedersachsen. 18, 1969, S. 221–234.
- Die Rintelner Glashütte im 18. Jahrhundert. Zur Frühgeschichte der Steinkohlen-Glashütten in Niedersachsen und angrenzender Gebieten. In: Neues Archiv für Niedersachsen. 23, 1974, S. 369–382.